# Split BoB
Split BoB（スプリット ボブ）は、日本の5人組ガールズバンド。愛知県岡崎市出身。所属レーベルはカナメイシレコード。

## メンバー
- こはる…ボーカル・ギター担当。1993年11月23日（31歳）生まれ。
- なつみ…ギター担当。1993年7月17日（31歳）生まれ。
- さとみ…キーボード担当。1993年12月28日（31歳）生まれ。
- あゆみ…ベース担当。1993年5月24日（32歳）生まれ。
- ゆり…ドラムス担当、リーダー。1993年8月15日（31歳）生まれ。

## 経歴
2011年の夏休みにゆりが愛知県立岡崎商業高等学校の同級生で幼馴染のこはる・さとみ、そしてクラスメートだったあゆみ・なつみを誘って結成。全員楽器は未経験だったが、地元の音楽スクール「Wish Music School」に通って経験を積む。高校卒業を目前に控えた2012年2月、アルバム「FORGET ME NOT」でインディーズデビュー。この作品がタワーレコードのインディーズチャート1位を獲得し注目を浴びるようになった。その後2014年春より精力的に活動を再開。翌2015年からはshibuya eggmanにて自主企画イベントを開催するなど、地元愛知県のみならず東京などでも積極的にライブを行っている。2017年2月より初となる東名阪ワンマンツアーを開催。
2017年8月よりさとみが顎変形症の手術を受けるため、一時的に休業。その間4人で活動することがアナウンスされた。2018年3月10日に岡崎･CAM HALLで行われたワンマンライブにて復帰。
2019年9月1日に年内での活動終了を発表し、同年11月2日、shibuya eggmanと12月13日、14日に地元愛知県のCAM HALLで行われたワンマンライブを持ってバンド活動を終了した。
2021年6月13日、YouTuber東海オンエアのメンバーゆめまるとなつみが結婚したことを東海オンエアラジオ内で発表。発表当初は「なっちゃん」、「タンパク質武田」と呼ばれており、彼女がバンド活動をしていることは明かされていなかったが、2022年1月16日に東海オンエアのYouTubeチャンネルに投稿された動画「【収集つかず】1番効率よく酔えるアルコール度数ってどれくらいなのかな？」(原文ママ)において、ゆめまるの結婚相手がメンバーのなつみであることが明かされた。なお、なつみとゆめまるには第一子の娘がいる。その後第二子に息子もいる。

## ライブ出演

### 単独ライブ
| 日程          | タイトル                                      | 会場                 |
| ------------- | --------------------------------------------- | -------------------- |
| 2017年4月15日 | くらげのおひれ-おなご- くらげのおひれ-おのこ- | 名古屋・SUNSET BLUE  |
| 2017年7月30日 | ONEMAN LIVE 『傍にいる意味』                  | 名古屋・CLUB QUATTRO |

## ミュージックビデオ
- Split BoB「forget-me-not」女子高生バンドが鳴らすリアル卒業ソング【公式PV】
- Split BoB「forget-me-not」ロックする女子高生【公式PV】 - 卒業ライブバージョン
- Split BoB「マヤカシ少女」ガールズロックの超新星!!【公式PV】
- Split BoB「スターになれない」次世代ガールズロックシーンの筆頭!!【公式 MV】
- Split BoB「スパイス」MUSIC VIDEO
- Split BoB「なんでなんでなんで」名古屋ガールズロックシーン最注目バンド【MV】
- Split BoB「サクラミチ」"2017.3.25@eggman" LIVE【公式】
- 【公式】Split BoB「ムリヤリコミュライフ」自主製作 MV？
- Split BoB「傍にいる意味」
- 【公式】Split BoB「 アンライプッシュ！」MV（ Mini Album「さよならのリリッシュ」収録 ）

## レギュラー出演
- ラジオ
  - Split BoBの「夜更かしプレゼンス」（エフエム愛知、2016年10月5日 - 2017年6月29日）